# Nathaniel Cotton
Nathaniel Cotton (/ˈkɒtən/; 1707 – 2 agosto 1788) è stato un poeta e medico inglese.

## Biografia
Si ritiene che Cotton abbia studiato all'Università di Leida, forse sotto la guida del padre della fisiologia, Herman Boerhaave. Cotton si specializzò nella cura di pazienti con problemi di salute mentale, mantenendo un ricovero noto come Collegium Insanorum, a St Albans, città dell'Hertfordshire. Il poeta William Cowper, che fu uno dei suoi pazienti, teneva Cotton in grande stima.
Cotton pubblicò anche poesie, descritte da Cheever come "full of good sense, benevolence, and piety" (piene di buon senso, benevolenza e pietà), pur non essendo opere di genio. Fu l'autore di "Visions in Verse" (Visioni in versi), pubblicate per la prima volta nel 1751; ed una collezione completa delle sue opere in due volumi fu pubblicata nel 1791.
Si sposò due volte, la prima nel 1738 con Anne Pembroke, dalla quale ebbe otto figli, sei dei quali sopravvissero oltre l'infanzia ed uno, Joseph Cotton, divenne direttore della Honourable East India Company (la celebre grande società per azioni, creata per commerciare con l'India). Il suo secondo matrimonio nel 1750 o 1751 fu con Hannah Everett, dalla quale ebbe un figlio e due figlie. Morì a St Albans il 2 agosto 1788 e fu sepolto nel cimitero della chiesa di St. Peter.
Dopo la morte di Cotton, il ricovero fu diretto dal dottor Stephen Pellet.